# Парламентські вибори в Естонії 1920
Вибори у I Рійгікогу проходили з 27 по 29 листопада 1920 року. Це були перші вибори за Конституцією 1920 року. У новий парламент були обрані 100 депутатів за партійними списками в 10 регіонах. Партії та виборчі блоки мали право виставити кілька списків в одному регіоні. Місця розподілялися на державному рівні, голоси за різні списки підсумовувалися по політичних позиціях. Потім місця розподіляються за формулою д'Ондта. Після цього місця однієї партії або блоку були розподілені між різними списками цієї політичної сили по тій самій формулі.

## Результати
| Партія | Ідеологія                  | Голоси | %     | %      | Місця | % депутатів | %      |
| --- | -------------------------- | ------ | ----- | ------ | ----- | ----------- | ------ |
| Партія праці (Eesti Tööerakond) | Лівий центризм             | 99,030 | 21.1% | ▼3.5%  | 22    | 22%         | ▼3.2%  |
| Об'єднання аграріїв (Põllumeeste Kogud) | Аграріанізм, Консерватизм  | 97,825 | 20.8% | ▲14.4% | 21    | 21%         | ▲14.1% |
| Естонська соціал-демократична робітнича партія (Eesti Sotsiaaldemokraatline Tööliste Partei) | Соціал-демократія          | 80,211 | 17.1% | ▼15.5% | 18    | 18%         | ▼16.3% |
| Естонська незалежна соціалістична робоча партія (Eesti Iseseisev Sotsialistlik Tööliste Partei) | Ультраліві                 | 50,119 | 10.7% | ▲10.7% | 11    | 11%         | ▲10.9% |
| Естонська народна партія (Eesti Rahvaerakond) | Правий центризм            | 48,927 | 10.4% | ▼9.9%  | 10    | 10%         | ▼10.9% |
| Естонська християнська народна партія (Eesti Kristlik Rahvaerakond) | Християнський консерватизм | 33,700 | 7.2%  | ▲2.9%  | 7     | 7%          | ▲2.8%  |
| Центральний комітет Талліннський профспілок (Tallinna Ametiühisuste Kesknõukogu) | Комунізм                   | 24,849 | 5.3%  | ▲5.3%  | 5     | 5%          | ▲5.0%  |
| Німецька балтійська партія (Saksa-Balti Erakond) | Меншини                    | 18,444 | 3.9%  | ▲1.5%  | 4     | 4%          | ▲1.5%  |
| Російський національний союз в Естонії (Vene Rahvusline Liit Eestis) | Меншини                    | 8,620  | 1.8%  | ▲0.6%  | 1     | 1%          | ▲0.2%  |
| Економічна група (Majandusline Rühm) | Лібералізм                 | 4,948  | 1.1%  | ▲1.1%  | 1     | 1%          | ▲1.0%  |
| Громадяни Естонської Республіки з Чудського озера (Eesti Vabariigi Peipsiäärsed kodanikud) | Регіональні інтереси       | 1,344  | 0.3%  | ▲0.3%  | —     | —           | —      |
| Люди з Матс (Meie Matsi Mehed) | Групи інтересів            | 614    | 0.1%  | ▲0.1%  | —     | —           | —      |
| Армія Борців Республіки Естонія (Eesti Vabariigi Võitlussõjavägi) | Групи інтересів            | 221    | 0.0%  | ▲0.0%  | —     | —           | —      |
| Меншина єврейська (Juudi Vähemusrahvus) | Меншини                    | 211    | 0.0%  | ▲0.0%  | —     | —           | —      |
| Меншина єврейська нац. (Juudi rahva vähemus) | Меншини                    | 184    | 0.0%  | ▲0.0%  | —     | —           | —      |
| Християнська група (Kristlik Rühm) | Християнство               | 168    | 0.0%  | ▲0.0%  | —     | —           | —      |
| Виборці з волості Пука (Kuigatsi valla hääleõiguslikud kodanikud) | Регіональні інтереси       | 48     | 0.0%  | ▲0.0%  | —     | —           | —      |
| Разом | 469,508                    | 100.0% | 100   |        |       |             |        |
| - Результати Союзу фермерів порівнюються з результатами Естонського союзу селян. - Результати Німецької балтійської партії порівнюються з результатами Німецької партії в Естонії. - Результати Російського національного союзу в Естонії порівнюються з результатами Союзу російських громадян. |                            |        |       |        |       |             |        |